# Grabrić
 Grabrić  falu Horvátországban Zágráb megyében. Közigazgatásilag Gradechez tartozik.

## Fekvése
Zágrábtól 42 km-re északkeletre, községközpontjától  3 km-re délkeletre,  a megye északkeleti részén fekszik.

## Története
A településnek 1857-ben 80, 1910-ben 125 lakosa volt. Trianonig Belovár-Kőrös vármegye Kőrösi járásához tartozott. 2001-ben 85 lakosa volt.

## Lakosság
| Lakosság változása | Lakosság változása | Lakosság változása | Lakosság változása | Lakosság változása | Lakosság változása | Lakosság változása | Lakosság változása | Lakosság változása | Lakosság változása | Lakosság változása | Lakosság változása | Lakosság változása | Lakosság változása | Lakosság változása |  |
| ------------------ | ------------------ | ------------------ | ------------------ | ------------------ | ------------------ | ------------------ | ------------------ | ------------------ | ------------------ | ------------------ | ------------------ | ------------------ | ------------------ | ------------------ |  |
| 1857               | 1869               | 1880               | 1890               | 1900               | 1910               | 1921               | 1931               | 1948               | 1953               | 1961               | 1971               | 1981               | 1991               | 2001               |  |
| 80                 | 83                 | 94                 | 112                | 108                | 125                | 136                | 124                | 123                | 121                | 109                | 97                 | 80                 | 72                 | 85                 |  |

## Külső hivatkozások
Gradec község hivatalos oldala